# Teoria dei valori di Sheth, Newman, Gross
Secondo la teoria dei valori postulata da Sheth, Newman e Gross nel 1991, la decisione d'acquisto viene interpretata come un fenomeno multidimensionale che chiama in causa, con importanza diversa, una serie di valori, funzionali, sociali, emozionali, epistemici e circostanziali. Questa teoria è spesso utilizzata all'interno degli studi sul comportamento d'acquisto del consumatore. 

## La Teoria dei valori
Nel momento d'acquisto il consumatore è influenzato da cinque valori che assumono livelli d'importanza diversi a seconda della persona. Questi valori sono indipendenti gli uni dagli altri ma ciascuno di essi concorre alla formazione della scelta d'acquisto.
Secondo Sheth, Newman e Gross i cinque valori sono:
1. Valore funzionale: rappresenta l'utilità di un bene percepita in relazione alla sua capacità di svolgere il proprio ruolo funzionale, utilitario o fisico. Il bene acquisisce valore funzionale in base alla presenza di attributi funzionali, fisici o pratici.
2. Valore sociale: indica l'utilità di un bene derivante dalla sua associazione a uno o più gruppi sociali. Il bene acquisisce valore sociale in base alla sua associazione positiva o negativa con stereotipi di gruppi demografici, socio-economici o etnico-culturali.
3. Valore emozionale: utilità di un bene legata alla sua capacità di suscitare sentimenti o reazioni affettive.
4. Valore epistemico: in riferimento alla capacità di un bene di suscitare curiosità o di novità o di soddisfare un desiderio di conoscenza. Il bene acquisisce un valore epistemico quando è in grado di apportare qualcosa di nuovo e di diverso.
5. Valore circostanziale: legato all'utilità che deriva da una situazione o da un contesto specifico nel quale si viene a trovare la persona che deve decidere. La presenza di contingenze fisiche o sociali antecedenti possono aumentare il valore funzionale o sociale del bene.

In linea di principio il consumatore dovrebbe massimizzare ciascuno di questi valori. In una particolare situazione è possibile che il fruitore compia delle scelte di selezione tra di essi allo scopo di massimizzare quello, o quelli, a cui attribuisce maggiore importanza.